# ГЕС Plei Krong
ГЕС Plei Krong — гідроелектростанція у центральній частині В'єтнаму, що використовує ресурс із річки Krôngpôkô, правого витоку Сесан (на території Камбоджі зливається з Секонг і невдовзі впадає ліворуч до Меконгу). Знаходячись між малою ГЕС Dak Psi 5 (10 МВт, вище по течії) та ГЕС Ялі, є першою великою станцією каскаду в сточищі Сесан (можливо відзначити, що на її лівому витоку — Дак-Бла — працює більш потужна ГЕС Thượng Kon Tum, проте вона здійснює деривацію ресурсу в іншу річкову систему).
У межах проєкту річку перекрили греблею з ущільненого котком бетону висотою 71 метр та довжиною 495 метрів. Вона утримує водосховище з площею поверхні 53,3 км2 та об'ємом 1049 млн м3 (корисний об'єм 948 млн м3), у якому припустиме коливання рівня поверхні в операційному режимі між позначками 537 та 570 метрів НРМ.
Пригреблевий машинний зал обладнали двома турбінами потужністю по 50 МВт, які при напорі в 34 метри забезпечують виробництво 479 млн кВт·год електроенергії на рік.
Видача продукції відбувається по ЛЕП, розрахованій на роботу під напругою 110 кВ.